# Georg Reibold
Georg Reibold (* 30. Juni 1893 in Steinbach im Odenwald; † 7. November 1967 in Darmstadt) war ein deutscher Polizeipräsident.

## Leben
Georg Reibold trat 1907 als Verwaltungsanwärter in den Polizeidienst in Darmstadt, musste Kriegsdienst leisten und kam 1919 zur Schutzpolizei und 1922 zur Kriminalpolizei. 1925 legte er die Kriminalsekretärsprüfung ab und leitete fortan im Landeskriminalamt die Abteilung „politische Polizei“. Wegen seiner Mitgliedschaft in der SPD (Ortsvereinsvorsitzender) und im Reichsbanner Schwarz-Rot-Gold wurde er 1933 von den Nationalsozialisten aus dem Dienst entfernt. Nun verdiente er seinen Lebensunterhalt bei der Firma  Henschel & Ropertz.
Darmstadts Oberbürgermeister Ludwig Metzger berief ihn direkt nach Kriegsende zum Aufbau einer demokratischen Polizei in das Amt des Darmstädter Polizeipräsidenten.  In diesem Amt blieb er bis zu seiner Pensionierung im Jahre 1959.

## Auszeichnungen
- Bundesverdienstkreuz I. Klasse[3]